# Шершнівська сільська рада (Коростенський район)
Шершнівська сільська рада — колишня адміністративно-територіальна одиниця та орган місцевого самоврядування у Чоповицькому, Малинському і Коростенському районах Малинської, Коростенської і Волинської округ, Київської й Житомирської областей Української РСР та України з адміністративним центром у с. Шершні.

## Населені пункти
Сільській раді підпорядковувалися населені пункти:
- с. Шершні
- с. Десятини
- с. Старики

## Населення
Відповідно до результатів перепису населення СРСР, кількість населення ради станом на 12 січня 1989 року становила 1 096 осіб.
Станом на 5 грудня 2001 року, відповідно до перепису населення України, кількість мешканців сільської ради становила 923 особи.

## Склад ради
Рада складалася з 14 депутатів та голови.

### Керівний склад сільської ради
| ПІБ                         | Основні відомості                                                               | Дата обрання | Дата звільнення |
| --------------------------- | ------------------------------------------------------------------------------- | ------------ | --------------- |
| Панченко Сергій Олексійович | Сільський голова, 1966 року народження, освіта                                  | 26.03.2006   | 31.10.2010      |
| Панченко Сергій Олексійович | Сільський голова, 1966 року народження, освіта середня спеціальна, безпартійний | 31.10.2010   |                 |

Примітка: таблиця складена за даними джерела

## Історія
Створена 1923 року в с. Шершні Стремигородської волості Радомисльського повіту Київської губернії. 16 січня 1923 року підпорядковано с. Старики ліквідованої Стариківської сільської ради Стремигородської волості. Станом на вересень 1924 року в підпорядкуванні значилися хутори Рудня-Шершнівська та Шершнівський. 21 жовтня 1925 року в с. Старики відновлено окрему Стариківську сільську раду Малинського району. На 17 жовтня 1926 року в підпорядкуванні числився х. Десятини. На 1 жовтня 1941 року хутори Рудня-Шершнівська та Шершнівський не перебували на обліку населених пунктів.
Станом на 1 вересня 1946 року сільська рада входила до складу Чоповицького району Житомирської області, на обліку в раді перебували с. Шершні та х. Десятини.
11 серпня 1954 року, відповідно до указу Президії Верховної ради Української РСР «Про укрупнення сільських рад по Житомирській області», до складу ради включено с. Старики ліквідованої Стариківської сільської ради Чоповицького району.
На 1 січня 1972 року сільська рада входила до складу Коростенського району Житомирської області, на обліку в раді перебували села Десятини, Старики та Шершні.
Ліквідована 23 червня 2017 року через об'єднання до складу Іршанської селищної територіальної громади Коростенського району Житомирської області.
Входила до складу Чоповицького (04.1923 р, 23.02.1927 р., 17.02.1935 р.), Малинського (10.09.1924 р., 5.02.1931 р.) та Коростенського (28.11.1957 р.) районів.